# Yunshan
Yunshan (kinesiska: 云山, 云山乡) är en socken i Kina. Den ligger i provinsen Hunan, i den södra delen av landet, omkring 130 kilometer nordost om provinshuvudstaden Changsha. Antalet invånare är 9279. Befolkningen består av 4 514 kvinnor och 4 765 män. Barn under 15 år utgör 16,0 %, vuxna 15-64 år 71 %, och äldre över 65 år 11,0 %.
Genomsnittlig årsnederbörd är 2 078 millimeter. Den regnigaste månaden är maj, med i genomsnitt 321 mm nederbörd, och den torraste är januari, med 54 mm nederbörd.